# Lisa Franchetti
Pour les articles homonymes, voir Franchetti.
Lisa Franchetti, née le 25 avril 1964 à Rochester, est un officier général de la marine américaine. Amiral, elle est la première femme cheffe de l'United States Navy entre le 2 novembre 2023 et le 21 février 2025.

## Biographie
Lisa Franchetti étudie le journalisme, avant de se diriger vers la marine et d'être diplômée en 1985 du corps de formation des officiers de la réserve navale.
Lisa Franchetti est officier de surface depuis 1985. Elle travaille sur des navires auxiliaires, puis des destroyers, notamment aux commandes de l'USS Ross de classe Arleigh Burke et le Destroyer Squadron 21 protégeant le porte-avions USS John C. Stennis.
Elle décroche une première étoile, puis commande les forces navales américaines en Corée du Sud à partir de 2013, à la suite du contre-amiral William McQuilkin. Elle dirige aussi les 9e et 15e groupe aéronavals américains.
Elle devient commandante adjointe des forces navales américaines en Europe, puis en Afrique.
Depuis septembre 2022, elle est vice-chef des opérations navales. Elle est la deuxième femme à occuper ce poste.
Le 2 novembre 2023, sa nomination par le président Joe Biden comme cheffe de l'United States Navy,, est validée par le Sénat par 95 voix contre 1 et 4 abstentions, après un long blocage qui tenait au seul sénateur républicain Tommy Tuberville. Elle prête serment le même jour et devient la 33e personne à occuper ce poste.
Le 21 février 2025, elle est démise de ses fonctions par le secrétaire à la Défense Pete Hegseth.